# 2021年加拿大聯邦大選

加拿大国会下议院本次大选后座席图

2021年加拿大聯邦大選（英語：2021 Canadian federal election；正式稱為第44屆加拿大聯邦大選）於2021年9月20日舉行，選出第44屆加拿大國會下議院的338名議員。加拿大總理賈斯汀·杜魯多於當年8月15日請示總督瑪麗·西蒙解散國會，觸發這次大選。
選後下議院的政黨分布大致與選前相若。杜魯多領導的自由黨蟬聯执政，再度组建少数政府。自由黨本冀望贏取多數政府，但該黨在大選中只取得下議院160個議席，離多數政府所需的170席尚欠十席。自由黨得票率亦只得32.6%，為歷來執政黨取得的最低比率，亦如2019年大選般較保守黨為低。
奧圖爾領導的保守黨得票率雖較自由黨高，但只贏取119席，較2019年大選結果少兩席，並以官方反對黨姿態重返國會。布蘭謝領導的魁人政團贏取32席，議席總數與選前相同。駔勉誠領導的新民主黨贏取25席，較選前進帳一席，但仍有負期望。綠黨贏取2席，總數與選前相同，但黨魁保羅在多倫多中選區排行第四而告落選。綠黨的全國得票率亦只得2.3%，僅達2019年大選的三分之一；保羅於選後一星期辭任黨魁。人民黨贏取近5%得票率，但並未取得任何議席，而黨魁卞聶爾亦第二度於博斯選區落選。

## 背景
2019年聯邦大選中，自由黨失去多數政府地位，但仍獲取下議院最多議席而繼續以少數姿態執政，而保守黨繼續擔任官方反對黨。魁人政團重拾官方政黨地位，並取代新民主黨成為下議院第三大黨，新民主黨則在下議院排行第四。綠黨議席總數雖有所進帳，但仍未及官方政黨地位所需的12席。其他政黨則未有贏取任何議席。
該屆大選過後，伊麗莎白·梅伊表示不會率領綠黨競逐來屆大選，並最終於2019年11月4日辭任綠黨黨魁。另一方面，保守黨黨團成員於同月6日否決授予黨團罷免黨魁安德魯·熙爾的權力；但保守黨仍會於2020年4月舉行的全黨大會中檢討熙爾的領導地位。然而，熙爾卻於2019年12月12日宣布辭任保守黨黨魁，但留任至新任黨魁艾林·奧圖爾當選為止，而熙爾亦繼續擔任利載拿－卡佩爾選區國會議員。
在總理杜魯多請示下，總督瑪麗·西蒙於2021年8月15日解散國會，並定於同年9月20日舉行大選。塔利班於同日攻佔阿富汗首都喀布爾；大選競選初期，杜魯多被批評未有及時應變，協助阿富汗戰爭中支援加國軍事和外交事務的阿富汗人撤退。此外，時值冠狀病毒疫情，杜魯多提前選舉的舉動廣受其他政黨黨魁所批評，而民調亦顯示加國民眾普遍不支持提前大選。

## 竞选活动

### 电视辩论
| 2021年9月2日 | TVA電視網        | 魁北克蒙特利尔                 | 法文 | 皮埃尔·布鲁诺 | P | P | P | NI | P | [ 29 ] [ 30 ] |
| 2021年9月8日 | 领导人辩论委员会 | 加拿大历史博物馆, 魁北克加蒂诺 | 法文 | 帕特里斯·罗伊 | P | P | P | P  | P | [ 31 ] [ 32 ] |
| 2021年9月9日 | 领导人辩论委员会 | 加拿大历史博物馆, 魁北克加蒂诺 | 英文 | 沙奇·库尔     | P | P | P | P  | P | [ 31 ] [ 32 ] |

## 民意调查
竞选期间（上图）和2019年至下议院解散时（下图）各党的支持度变化。每点代表一次民调，大小与受访人数相应。灰色代表可能的误差；各政党代表的颜色依照上文的颜色（其中紫色代表人民黨）。

竞选期间的民调

2019年到下议院解散之间的民调

## 結果

### 摘要

各主要政黨得票率（内环）和議席占比（外环）餅形圖

| ↓      |        |          |          |    |
| 160    | 119    | 32       | 25       | 2  |
| 自由黨 | 保守黨 | 魁人政團 | 新民主黨 | 綠 |

| 政党       | 政党     | 票數      | 票數   | 票數     | 议席              | 议席 |
| ---------- | -------- | --------- | ------ | -------- | ----------------- | ---- |
|            | 自由党   | 5,556,629 | 32.62% | ▼ 0.50pp | 160 / 338 （47%） | ▲ 5  |
|            | 保守党   | 5,747,410 | 33.74% | ▼ 0.60pp | 119 / 338 （35%） | ━    |
|            | 魁人政团 | 1,301,615 | 7.64%  | ▲ 0.01pp | 32 / 338 （9%）   | ━    |
|            | 新民主党 | 3,036,348 | 17.82% | ▲ 1.84pp | 25 / 338 （7%）   | ▲ 1  |
|            | 绿党     | 396,988   | 2.33%  | ▼ 4.22pp | 2 / 338 （1%）    | ▼ 1  |
|            | 人民党   | 840,993   | 4.90%  | ▲ 4.90pp | 0 / 338 （0%）    | ━    |
| 资料来源： |          |           |        |          |                   |      |

## 分析與後續
這次大選與2019年大選的結果出奇地相似，某程度上反映選民認為提前大選為非必要之舉。一項由Maru公眾意見公司進行的民調顯示，77%受訪者認為加拿大空前地分化，52%受訪者則認為加拿大民主制度破碎。

### 政黨
右翼人民黨表現較2019年大選進步，惹來政治學者和評論員猜測是否導致保守黨落敗。緬街研究首席執行官馬基（Quito Maggi）和多倫多大學政治學教授韋斯曼（Nelson Wiseman）推測人民黨得票可能導致保守黨候選人在10個選區落選。在21個選區中，保守黨候選人得票第二多，而人民黨候選人得票則多於致勝差額。當中14席歸自由黨，6席歸新民主黨，1席則歸魁人政團。然而，人民黨票源並非全數來自過去支持保守黨的選民，因此人民黨對保守黨是否有確實影響仍有待商榷。

### 中共影響選舉指控
另一方面，自由黨在數個華人眾多的選區（如列治文中選區）得票率有所增加，甚至擊敗尋求連任的保守黨候選人。緬街研究在競選初期已察覺部分華裔票源從保守黨流向自由黨，並謂華裔選民並未如對上數次大選般支持保守黨候選人。部分評論員（如前溫哥華市議員和前中僑互助會行政總裁陳志動）認為保守黨近期對華採取強硬立場、以及該黨應對冠狀病毒疫情引申反華情緒的表現惹來不少華裔選民不滿，但亦有評論推測這可能與加拿大中文媒體出現不利保守黨的虚假信息有關。最終政府報告證實了後者為真確。2023年3月，小杜魯多政府宣布，委派前總督大衛·勞埃德·約翰斯頓獨立調查這次和2019年大選曾否皆遭到中共當局設法操控。

## 外部連結
- 加拿大選舉局網站 （页面存档备份，存于）